# RYUTist
RYUTist (りゅーてぃすと, officiellement écrit en occidental) est un groupe d’idoles japonaises formé en mai 2011 par l'agence Ryuto Artist Farm à Niigata dans la préfecture du même nom. Actuellement composé de 4 membres, la leader est Nonoko Satō (surnommée Nonno).
Le nom du groupe est une contraction des mots « Ryuto » (柳都 ; un des surnoms de la ville de Niigata) et le terme anglais « Artist ». Sans la contraction, le nom est donc « Ryuto artist » dont la traduction est  « les artistes de Ryuto ».
Le groupe se produit régulièrement au cours de concerts intitulés RYUTist Home Live. Il anime notamment l’émission RYUTist no RyuStream (RYUTistのりゅ～すとり～む) sur le site internet Ustream.

## Histoire
Le groupe se forme en mai 2011 par cinq filles choisies par le biais des auditions.
Les cinq membres d'origine sont : Nonoko Satō (Nonno), Yuri Kimura (Yuriri), Tomoe Uno et (Tomochy), Wakana Ōishi, (Wakkar) et Mū Ikarashi (MuTang).
Les membres effectuent leur premier concert en juillet 2011.
L'année suivante, les jeunes filles joue dans le film Paper Road en mars 2012. Leur émission radio Café RYUTist a débuté en avril suivant sur Wallop. Le même mois, le tout premier disque du groupe intitulé RYUTist! ~Atarashii Home~ est mis en vente par le label RYUTO RECORDS. En mai, le groupe participe à une campagne de promotion du lait de Niigata.
Quelques mois plus tard, un des membres, Yuri Kimura, annonce son départ du groupe et sa remise de diplôme. La cérémonie de sa remise de diplôme a officiellement lieu lors de l'événement spécial Yuriri Sotsugyō Live 2012/11/18 Yuriri ga Yaritai Kyoku Zenbu Yarimasu!. Depuis, le groupe continue ses activités en tant que quatuor. Sort un deuxième single Beat Goes On! ~Yakusoku no Basho~ en décembre 2012 et devient le dernier disque interprété par les cinq membres originaux, bien que Kimura ait quitté le groupe un mois avant sa sortie.
En 2013, les membres font face à un défi dont l'objectif est de sortir six singles en six mois, qui ne seront pas considérés comme des singles officiels : le premier single est Tetsugaku Suru no da et sort à partir de mai 2013. 
Le groupe participe l'année suivante à la convention Idol Matsuri à Silverdale à Washington, aux États-Unis en juin 2014.
Le groupe sort depuis deux ans son 3e single Wind Chime ~Machi no Tunnel~ en août 2014 et devient le premier disque du groupe à être classé à l'Oricon.
Leur 1er album RYUTist Home Live est sorti en août 2015 au niveau national.
En avril 2016, Wakkana Ōishi annonce effectuer sa graduation afin de se consacrer à ses études,. Miku Yokoyama (Miku-chan) la remplace officiellement. Elle est âgée de 14 ans ; elle a commencé sa carrière en tant qu'idole solo en 2014 dans la même agence du groupe. Elle est présentée le 17 avril après un concert de RYUTist et la cérémonie de graduation de Wakana Ōishi.
Le groupe redémarre ses activités avec ce nouvel effectif dès le 24 avril suivant à l'occasion de l’événement RYUTist Home Live #175.
Le groupe fait une apparition au Tokyo Idol Festival qui a lieu les 1er et 2 août.
Le deuxième album du groupe Nihonkai Yūhi Line sort le 3 août suivant.
Le groupe signe avec le label Penguin Disc de Tower Records le même mois.
Le groupe organise un festival de 2 jours avec plusieurs invités en septembre suivant à Niigata.

## Membres
| Nom de scène           | Nom           | En kanji   | Date de naissance | Lieu de naissance | Âge    | Couleur | Remarques                                      |
| ---------------------- | ------------- | ---------- | ----------------- | ----------------- | ------ | ------- | ---------------------------------------------- |
| Tomochy (ともちぃ)     | Tomoe Uno     | 宇野友恵   | 1er avril 1999    | Niigata           | 25 ans | Rose    |                                                |
| MuTang (むうたん)      | Mū Ikarashi   | 五十嵐夢羽 | 5 janvier 2001    | Niigata           | 24 ans | Vert    |                                                |
| Miku-chan (みくちゃん) | Miku Yokoyama | 横山 実郁  | 24 novembre 2001  | Nagaoka           | 23 ans | Bleu    | Membre additionnel ; intégrée le 17 avril 2016 |
| Ex-membres             |               |            |                   |                   |        |         |                                                |
| Yuriri (ゆりり)        | Yuri Kimura   | 木村優里   | 3 novembre 1995   | Niigata           | 29 ans | Rouge   | Diplômée du groupe le 11 novembre 2012         |
| Wakkar (わっかー)      | Wakana Ōishi  | 大石若奈   | 17 juillet 1999   | Nagaoka           | 25 ans | Violet  | Diplômée du groupe le 17 avril 2016            |
| Nonno (のんの)         | Nonoko Satō   | 佐藤乃々子 | 24 novembre 1995  | Niigata           | 29 ans | Jaune   | Leader Diplômée du groupe le 2 avril 2023      |

## Discographie

### Singles
Autres singles